# 真野古墳群
真野古墳群（まのこふんぐん）は、福島県南相馬市鹿島区寺内・小池に所在する前方後円墳と多数の小円墳で構成される大規模古墳群である。別称としては、真野古墳群A地区（八幡林・大谷地古墳群）と真野古墳群B地区（小池原古墳群）とがある。1979年（昭和54年）10月24日に国の史跡に指定された。

## 概要
南相馬市鹿島区を流れる真野川南岸の河岸段丘上に多数の小規模円墳が群集している。古墳群が立地しているところは寺内字八幡林・大谷地地区と小池字長沼地区であり、広さは東西3キロメートル、南北1キロメートルである。かつては八幡林古墳群、大谷地古墳群、小池原古墳群と呼ばれていたが、史跡指定にあたって、別称のように仮称し、両地区で真野古墳群の名が付けられた。
本古墳群の築造年代は、発掘された古墳から5世紀から6世紀と考えられている。
広く知られている古墳には、A地区49号墳（寺内49号墳）と20号墳（寺内20号墳）がある。

## 規模・形状
本古墳群は、大正末期に学界に報告され、1945年（昭和20年）に発掘調査された。史跡指定に先立ち1974年（昭和49年）、1975年（昭和50年）、当時の鹿島町教委の確認調査で現存する墳丘はA地区で24基、半壊状のもの11基、B地区では現存10基、半壊状5基を確認した。これらが点状に史跡指定されている。
本古墳群は、ほとんどが直径10メートル前後の小型円墳で構成され、小型前方後円墳2基を含んでいる。中でも49号墳は墳丘の径21メートルの円墳であり、また、20号墳は墳丘長28.5メートルで、周濠を持つ小型前方後円墳である。

## 副葬品・埋葬施設
内部主体は礫槨、変形竪穴式石室、箱式石棺、横穴式石室である。49号墳の礫槨内から斧、鎌、槽などの優れた石製模造品が出土している。20号墳のくびれ部に横穴式石室を模して造られたと推測される礫槨から直刀、鉄剣、馬具のほか金銅装双魚佩が一双出土している。